# لوحات تسجيل المركبات في أفغانستان

النسخة الحالية من كابول

لوحات تسجيل المركبات في أفغانستان بدأت في عام 1970. بدأت النسخة الحالية في عام 2004.